# Psychonotis kruera
Psychonotis kruera är en fjärilsart som beskrevs av Druce 1891. Psychonotis kruera ingår i släktet Psychonotis och familjen juvelvingar. Inga underarter finns listade.